# Guðrún Arnardóttir
Guðrún Arnardóttir (Hafnarfjörður, 29 juli 1995) is een voetbalspeelster uit IJsland. Ze speelt als verdediger voor FC Rosengård in de Damallsvenskan.

## Clubcarrière
Arnardóttir begon met voetballen bij het juniorenteam van BÍ. In 2009 vertrok ze naar Selfoss, waarvoor ze haar eerste profwedstrijd speelde in 2011. Van 2012 tot 2018 kwam Arnardóttir mee van honderd wedstrijden uit voor Breiðablik in de Úrvalsdeild. Hierna vertrok ze naar het Zweedse Djurgårdens IF. Na twee seizoenen ging ze naar competitiegenoot FC Rosengård. In oktober 2021 werd ze landskampioen van de Damallsvenskan van deze club. In 2022 en 2024 wist ze dit nogmaals te bereiken.

## Statistieken
| Seizoen | Club                 | Land    | Competitie     | Wedstrijden | Doelpunten |
| ------- | -------------------- | ------- | -------------- | ----------- | ---------- |
| 2012    | Breiðablik Kopavogur | IJsland | Úrvalsdeild    | 17          | 0          |
| 2013    | Breiðablik Kopavogur | IJsland | Úrvalsdeild    | 12          | 0          |
| 2014    | Breiðablik Kopavogur | IJsland | Úrvalsdeild    | 18          | 4          |
| 2015    | Breiðablik Kopavogur | IJsland | Úrvalsdeild    | 18          | 1          |
| 2016    | Breiðablik Kopavogur | IJsland | Úrvalsdeild    | 9           | 1          |
| 2017    | Breiðablik Kopavogur | IJsland | Úrvalsdeild    | 10          | 1          |
| 2018    | Breiðablik Kopavogur | IJsland | Úrvalsdeild    | 13          | 1          |
| 2019    | Djurgårdens IF       | Zweden  | Damallsvenskan | 14          | 0          |
| 2020    | Djurgårdens IF       | Zweden  | Damallsvenskan | 21          | 0          |
| 2021    | Djurgårdens IF       | Zweden  | Damallsvenskan | 12          | 4          |
| 2021    | FC Rosengård         | Zweden  | Damallsvenskan | 10          | 1          |
| 2022    | FC Rosengård         | Zweden  | Damallsvenskan | 26          | 1          |
| 2023    | FC Rosengård         | Zweden  | Damallsvenskan | 26          | 6          |
| 2024    | FC Rosengård         | Zweden  | Damallsvenskan | 24          | 3          |
| 2025    | FC Rosengård         | Zweden  | Damallsvenskan | 1           | 1          |
| Totaal  | Totaal               | Totaal  | Totaal         | 231         | 19         |

Laatste update: 27 maart 2025

## Interlandcarrière
Arnardóttir werd voor het eerst opgeroepen voor het IJslandse nationale team voor tijdens de WK 2019 kwalificatiereeks. In 2022 kwam ze met haar land uit op het EK 2022 in Engeland. Arnardóttir stond in twee van de drie wedstrijden in de basis en was na drie gelijke spelen uitgeschakeld met haar land.